# Janne Kolling
Janne Kolling (Aarhus, 12 de julio de 1968) es una exjugadora de balonmano danesa.

## Trayectoria
Considerada una de las grandes figuras de la edad de oro del balonmano femenino en su país, Janne Kolling es una exjugadora zurda y especialista en la posición de extremo derecha, que, a día de hoy, sigue ostentando el récord de partidos internacionales disputados con la selección danesa femenina (250), en los que anotó 756 goles. Fue también capitana del equipo nacional entre 1994 y 1998.
Su carrera comenzó en el club Hornbæk SF, cerca de Randers, y pasó posteriormente por UM Kyndil de las Islas Feroe, Lyngså BK, y más tarde por el Viborg HK, donde vivió algunos de sus años más exitosos. Con el club danés conquistó múltiples títulos nacionales e internacionales, incluyendo el campeonato danés, la Copa y jugó una final de Champions League.
En 1997, inició una etapa internacional junto a su compañera Anette Hoffmann en la liga española con Corte Blanco Bidebieta. Posteriormente se trasladó a Noruega para jugar en Tertnes, donde una grave lesión de ligamento cruzado en 1999 marcó el principio del fin de su carrera activa. Aun así, regresó para disputar los Juegos Olímpicos de Sídney 2000, donde logró su segunda medalla de oro olímpica, tras la obtenida en Atlanta 1996. Su último partido con la selección fue en 2001, en su ciudad natal, Aarhus, frente a Hungría.
Tras su retirada como jugadora, trabajó en el club Slagelse como asistente técnica y más tarde en FCK Håndbold como coordinadora deportiva, además de desempeñar tareas administrativas y comerciales. Desde hace más de una década trabaja para la Federación Danesa de Balonmano como project manager de hospitalidad, organizando actividades y viajes para patrocinadores en torno a partidos y campeonatos.

### Clubes
- 1987-88:  Hornbæk SF ved Randers
- 1988-89:  UM Kyndil
- 1989-91:  Lyngså BK
- 1991-97:  Viborg HK
- 1997-99:  Corte Blanco
- 1999-00:  Tertnes Håndball Elite
- 2000-01:  Slagelse FH
- 2007-08:  København

## Títulos y trofeos

### Selección
- 2 x Medalla de oro en los Juegos Olímpicos (1996, 2000)
- 1 x Medalla de oro en el Campeonato del Mundo (1997)
- 1 x Medalla de plata en el Campeonato del Mundo (1993)
- 1 x Medalla de bronce en el Campeonato del Mundo (1995)
- 2 x Medalla de oro en el Campeonato de Europa (1994, 1996)
- 1 x Medalla de plata en el Campeonato de Europa (1998)

### Clubes
- 1 x Liga Europea de la EHF (1994)
- 4 x Liga Noruega (1994, 1995, 1996, 1997)
- 3 x Copa de Dinamarca (1994, 1995, 1997)

### Individuales
- Mejor extremo derecho de la Eurocopa (1998).[9]
- Muro de la fama de Randers (2021)[5]

## Vida
En el ámbito personal, está casada con el exjugador Henrik Jørgensen y es madre de dos hijos. Vive en Hjortekær, cerca de Lyngby. Aunque ya no compite, sigue vinculada al balonmano desde la gestión y la promoción, defendiendo el legado de su generación y apostando por el desarrollo de nuevas oportunidades para el deporte.